# Los dos pilletes
Los dos pilletes è un film del 1942 diretto da Alfonso Patiño Gómez. 
È uno dei numerosi adattamenti cinematografici del romanzo Les Deux Gosses di Pierre Decourcelle.
Nel ruolo dei due bambini protagonisti sono Narciso Busquets e Polo Ortín, due dei principali attori bambini messicani dell'epoca, entrambi destinati ad una lunga carriera al cinema e alla televisione messicane.

## Trama
Il conte Georges de Kerlor, convinto che sua moglie lo abbia tradito e quel piccolo Jean, il ragazzo che ha cresciuto come figlio, non sia in realtà il suo, affida il povero ragazzo a un malvivente soprannominato La Limace, che ha già un ragazzo, Claudinet. Jean viene ribattezzato Fanfan e, crescendo con Claudinet, i due ragazzi diventano inseparabili.